# El Camino Real
El Camino Real (le chemin royal en espagnol) est la route historique des missions espagnoles de Californie construites entre 1683 et 1834 de Sonoma (au nord de San Francisco) à San Diego (à la frontière mexicaine).

## Présentation

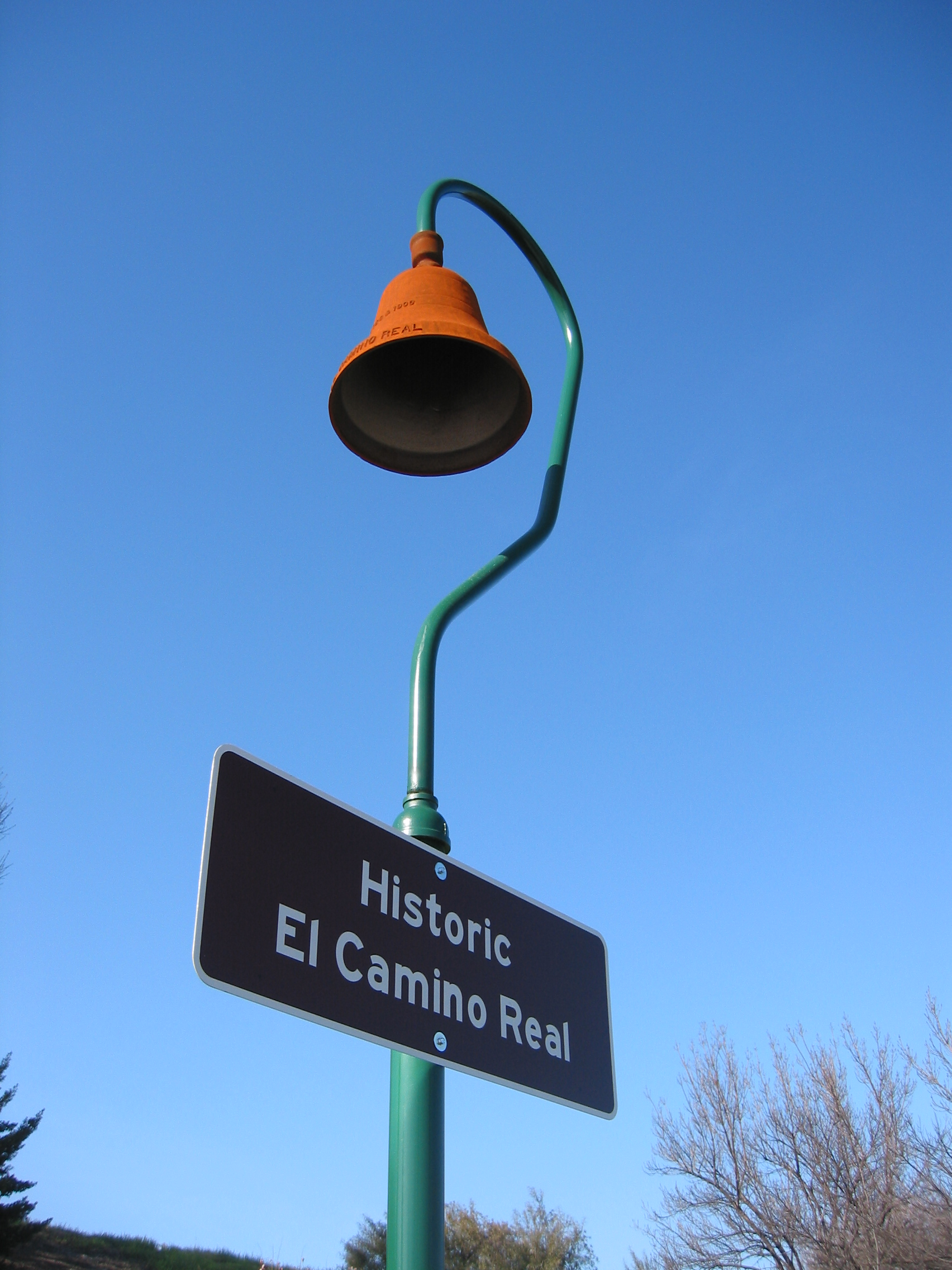
Marque historique le long dEl Camino Real.

La route se poursuit historiquement de la pointe de la Basse-Californie du Sud à San Bruno (en), la première mission établie en Californie espagnole, jusqu'à Sonoma, en Californie du Nord. Selon la légende[réf. nécessaire], les moines missionnaires semaient des graines de moutarde au long d'El Camino pour marquer la route avec les fleurs jaunes de la plante.
Entre San Diego et San José, la route US 101 suit plus ou moins le tracé de la route historique, et porte toujours le nom d'« El Camino Real » sur de nombreux tronçons. Plusieurs autres routes contemporaines suivent plus ou moins le tracé du « chemin royal » historique, et ont gardé le nom El Camino Real, notamment la route californienne 82 (en) qui traverse San Francisco, Millbrae, Burlingame, San Mateo, San Carlos, Redwood City, Menlo Park, Palo Alto, Mountain View, Sunnyvale et Santa Clara. Les Californiens du nord appellent familièrement cette route El Camino.
À San Francisco, El Camino Real suit plus ou moins le tracé de Mission Street, qui traverse le quartier de Mission, nommé en référence à la Mission Saint-François-d'Assise, mieux connue du public sous la désignation de « Mission Dolores ».
En Californie, le tracé historique d'« El Camino Real » est marqué depuis 1906 par des cloches suspendues à des pôles à intervalles plus ou moins réguliers. Cette initiative a été maintenue par différentes associations, puis par l'État de Californie à partir des années 1950.

## Sources
- Crump, S. (1975). California's Spanish Missions: Their Yesterdays and Todays. Trans-Anglo Books, Del Mar, CA.  (ISBN 0-87046-028-5).
- Johnson, P., ed. (1964). The California Missions. Lane Book Company, Menlo Park, CA.
- Wright, R. (1950). California's Missions. Hubert A. and Martha H. Lowman, Arroyo Grande, CA.